# Eine ganz normale WG
Eine ganz normale WG ist ein deutscher Dokumentarfilm von Georg Schönharting aus dem Jahr 2014. Er ist nach Berg Fidel – eine Schule für alle der zweite Film in der Reihe Das kleine Fernsehspiel: Barrierefrei.

## Handlung
Der Film beschreibt über einen Zeitraum von einem Jahr das Leben von Anne-Marie, Bernadette, Delia, Doris, Sarah und Gabi. Sie sind zwischen 26 und 60 Jahre alt und leben in einer Wohngemeinschaft in Berlin.
Anne-Marie arbeitet in einer geschützten Werkstatt. Sie verfügt über einen Schwerbehindertenausweis, der einen Grad der Behinderung von 70 ausweist. Sie beschreibt sich als ausgesprochen fröhlichen Menschen, der keinen Streit mag. Bernadette weist eine Lernbehinderung auf. Sie arbeitet in der Küche eines großen Restaurants, ist jedoch mit ihrer Tätigkeit nicht zufrieden, da sich die Kollegen ihr gegenüber nicht sehr freundlich verhalten. Sie ist technikaffin und bietet auf einer Auktionsplattform erfolgreich auf ein neues Mobiltelefon. Ansonsten schaut sie lieber fern und zieht sich aus dem WG-Leben zurück. Bei Delia wurde Autismus festgestellt. Sie würde gerne alleine wohnen. Gegenüber den Mitbewohnern tritt  sie gelegentlich aggressiv auf, weshalb diese den Wunsch äußern, dass Delia die WG verlassen soll. Doris, die älteste der Bewohnerinnen, singt in einem Chor und arbeitet ehrenamtlich in einer Begegnungsstätte. Gabi erzählt von ihrem Freund, den sie kennengelernt hat und mit dem sie eine gemeinsame Zukunft plant. Die letzte Bewohnerin, Sarah, kam als Frühgeburt auf die Welt und ist Analphabetin.
Die fünf Frauen werden von drei Sozialarbeiterinnen betreut. Schönharting gab den Bewohnern die Möglichkeit, sich selbst mittels einer Kamera zu filmen und so ihren Alltag darzustellen. Er besuchte sie auch an ihren Arbeitsplätzen und nahm Kontakt zu den Angehörigen auf. Die Eltern der WG-Bewohner äußerten sich vor der Kamera zur Beeinträchtigung ihrer Kinder und beschrieben die Auswirkungen auf ihr Leben.